# ゲーム×ラッシュ
『ゲーム×ラッシュ』は、草凪みずほによる日本の漫画作品。『花とゆめ』（白泉社）にて、2005年3号から2005年18号まで連載された。全2巻。

## あらすじ
敏腕ボディガード・藤枝芽護は、兄の会社でこき使われる毎日。ある日ボディガードに興味があるという男・結城シンが現れ、彼を試すため芽護は一緒に仕事をすることに。

## 登場人物

### 主要人物
藤枝芽護（ふじえだめもり）
19歳の大学生。身長173センチメートル。2/14生まれのみずがめ座で血液型はA型。7歳のころ、孤児でいたところを藤枝家に拾われた。そのため、藤枝の家族と会社は芽護にとって何よりも守りたいと思う大切なものである。藤枝BG事務所の従業員としてボディーガードの仕事をしている。仕事のスイッチが入ると若干ネジが外れて依頼者を恋人のように守る癖がある。
童顔だが整った顔立ちをしており身体も細いが身体能力は高い。眼鏡をかけているのは「眼鏡がないと自分の顔が目立つから」という理由であって視力は1.5と良い。自信家で負けず嫌いなため結城の挑発にものせられがちだが、人の死に対してとても敏感で繊細な心の持ち主。
結城の正体を知ってからは突き放した態度をとりつつも、不意に見せる結城の素顔や自分を庇う姿に戸惑い、次第に彼についてちゃんと知りたいと思うようになる。
結城シン（ゆうきしん）
18歳の高校生。身長178センチメートル。3/18生まれのうお座で血液型はAB型。街で芽護と出会い、依頼者の女性を助けようと危うくなっていた芽護を助ける。ボディーガードとして自身を雇うよう話を持ち掛け、面接も兼ねて2人で仕事をこなしていく中、不審に思った芽護の問いかけに対し自分は殺し屋であると答える。事あるごとに、からかうような挑発的な態度をとって芽護を振り回し、そのやり取りを面白がっている。
一方、芽護のあまりにボケた言動やひねくれた自身に対する素直で真っ直ぐな言葉にややテンポを乱されてもいる。殺し屋と名乗るが子供好きで気が利き、よく笑う。芽護のことは馬鹿にした意味も込めて、ちゃん付けで呼んでいる。基本的にヘラヘラしているが突如として表情が強張ったり悲しげな顔をしたり謎めいた部分が多い。

### 藤枝BG（ボディーガード）事務所
藤枝賢充（ふじえだけんじゅう）
ボディーガード派遣会社、藤枝BG事務所の社長で29歳。身長186センチメートル。8/5生まれのしし座で血液型はB型。藤枝家の長男で血は繋がっていないが芽護の兄。かなりの俺様気質で競馬好き。かつてはボディーガードもしていたが、仕事を芽護に任せて自身は社長なため完全に王様状態。芽護のアイドル顔を売りに芽護をいいようにこき使っている。だが、言動とは裏腹に芽護のことは本当の弟のように大切に思っている。
神足妃美子（こうたりひみこ）
藤枝BG事務所の事務員で28歳。身長169センチメートル。10/8生まれのてんびん座で血液型はO型。情報収集や芽護を使った事務所の宣伝ポスター作成にも携わっている。天然でおっとりしているが、周囲をよく見ており色んな物事についてきちんと考え行動できる大人な女性。車の運転技術が高い。

### その他
近江沙夜子（おうみさやこ）
近江ボディーガード派遣会社Ging（ジーイング）代表取締役社長。大企業近江グループのトップである父親から会社を任されている。4/19生まれの牡羊座で血液型はO型。身長142cmで13歳と子供だがその辺の大人より賢くしっかりしている。お嬢様で生意気なところもあるが、その厳しい態度も相まって社員達からは慕われている。ボディーガードとしての腕を見込み、芽護や結城を自社に勧誘する。
朝霞深雪（あさかみゆき）
芽護の母で12年前の火事で夫と共に亡くなったと思われていた。夫からは身体がアザだらけになるほどのDVを受けていた模様。美人で顔も芽護と瓜二つ。芽護に依存しており言動にもその影響が出ている。生命観や倫理観の欠落が見られ、些細な理由でも悪気なく平気で生き物の命を奪う。7/20生まれの蟹座で血液型はA型。身長165cm。37歳という年齢の割には姿も若々しく心も少女のような人物。
遠野胡桃（とおのくるみ）
芽護の同級生で大学のサークル仲間。ストーカー被害に遭い困っていたところ芽護にボディーガードを依頼する。
藤枝利修（ふじえだとしのぶ）
賢充の父。12年前、孤児となった芽護を迎え入れた。芽護を溺愛しており芽護が幼いころから何度も小学生レベルのイタズラを仕掛けては反応を楽しんでいる。賢充に会社を任せ、妻と共に田舎で隠居生活中。
藤枝衣鶴（ふじえだいづる）
賢充の母。藤枝の子となった芽護を歓迎する。夫と同じく芽護を溺愛しており、幼い芽護に女物の服を着させるなど度々女の子扱いしていた。息子達には基本的、放任主義なため自由にさせている。

## 書誌情報
- 草凪みずほ 『ゲーム×ラッシュ』 白泉社〈花とゆめコミックス〉、全2巻
  1. 2005年8月25日発売 ISBN 4-592-18038-0
  2. 2005年12月25日発売 ISBN 4-592-18157-3